# پاپ اوربان پنجم
پاپ اوربان پنجم (به انگلیسی: Urban V)(تولد:۱۳۱۰ - درگذشت :۱۹ دسامبر ۱۳۷۰ ) یکی از پاپ‌های کلیسای کاتولیک رم بود که در فرانسه به دنیا آمد و از ۱۳۶۲ تا ۱۳۷۰ میلادی پاپ بود.